# شاطي (كرخة)
شاطي (بالفارسية: شاطی) هي قرية تقع في إيران في قسم كرخة الريفي. يقدر عدد سكانها بـ 81 نسمة بحسب إحصاء 2016.